# 埃波泰蒙
埃波泰蒙（法語：Épothémont，法語發音：[epɔtemɔ̃]）是法国奥布省的一个市镇，属于奥布河畔巴尔区。

## 地理
埃波泰蒙（48°25'4"N, 4°39'27"E）面积10.43 平方千米，位于法国大東部大區奥布省，该省份为法国中北部省份，北起马恩省，西接塞纳-马恩省，西南至约讷省，东南至科多尔省，东临上马恩省。
与埃波泰蒙接壤的市镇（或旧市镇、城区）包括：克雷斯皮莱纳、瑞藏维尼、迈济耶尔莱布列讷、莫尔维利耶、苏莱讷迪、瓦朗蒂尼、拉维尔欧布瓦、里沃代尔瓦斯。

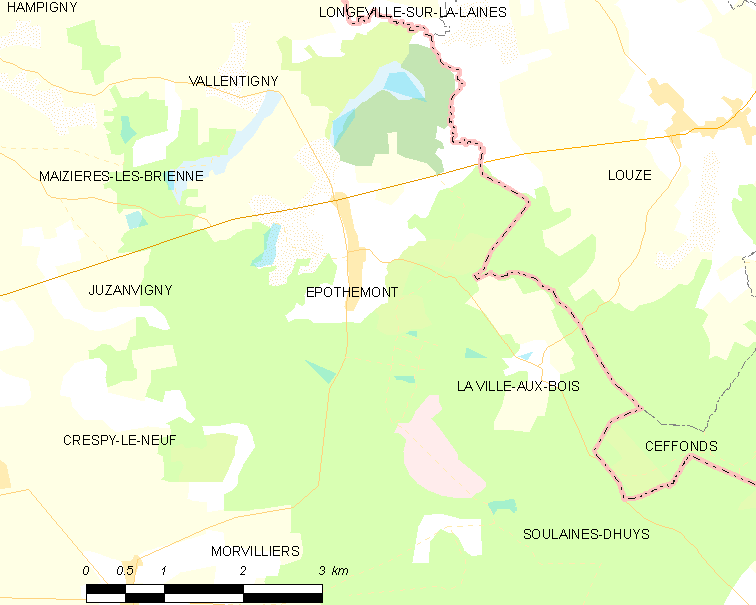
埃波泰蒙的OSM定位图

埃波泰蒙的时区为UTC+01:00、UTC+02:00（夏令时）。

## 行政
埃波泰蒙的邮政编码为10500，INSEE市镇编码为10139。

## 政治
埃波泰蒙所属的省级选区为奥布河畔巴尔县。

## 人口

1962-2008年间埃波泰蒙人口变化图示

埃波泰蒙于2022年1月1日时的人口数量为154人。